# Kagyu-Dzong

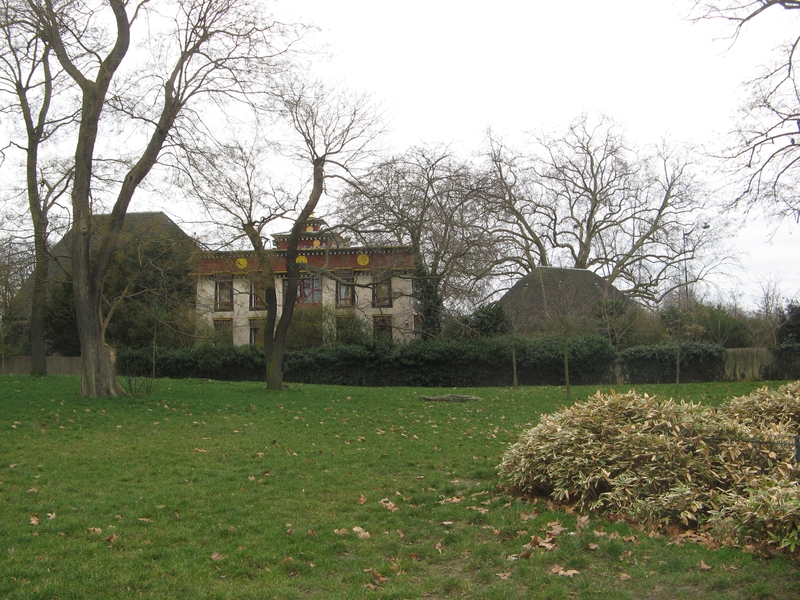
Kagyu-Dzong

Kagyu-Dzong és un centre de l'escola kagyupa del budisme tibetà. Aquest centre està vinculat al 17è Karmapa, Orgyen Trinley Dorje. S'allotja a un temple d'estil tibetà i butanès que va ser inaugurat el 27 de gener de 1985, construït prop de la Pagoda del bosc de Vincennes, seu de l'Institut internacional búdic fundat per Jean Sainteny.
El 1980, Kalou Rinpoché, va conferenciar a la Pagoda del bosc de Vincennes, la gran Iniciació de Kalachakra. Va trobar en aquesta ocasió Jean Ober, secretari general de l'Institut internacional búdic i conjuntament, van elaborar el projecte de construcció d'un temple tibetà. Els plànols establerts per l'arquitecte Jean-Luc Massot sobre les directrius de Kalou Rinpoché, van ser aprovats per l'Ajuntament de París. La primera pedra va ser posada el 20 de març de 1983. Els treballs realitzats per empreses privades i de nombrosos voluntaris van trigar dos anys.
El centre de Kagyu-Dzong està vinculat al centre Vajradhara-Ling a Normandia i Kalou Rinpoché en va confiar la responsabilitat al seu deixeble, Lama Gyourmé.
D'ençà l'any 2006, cada any, un esdeveniment artístic té lloc a Kagyu-Dzong sobre el tema «Pau i Llum» per sostenir un projecte de construcció del Temple per a la Pau prop de Vajradhara-Ling.